# Duillier
Duillier is een gemeente en plaats in het Zwitserse kanton Vaud, en maakt deel uit van het district Nyon.
Duillier telt 974 inwoners.
In Duillier ligt het Château de Duillier, een bekend wijnkasteel. Dit kasteel was tijdens de Europees kampioenschap voetbal 2008 de locatie voor de avonduitzendingen van NOS Studio Sportzomer, verzorgd door Jack van Gelder.